# Eugen von Mazenod

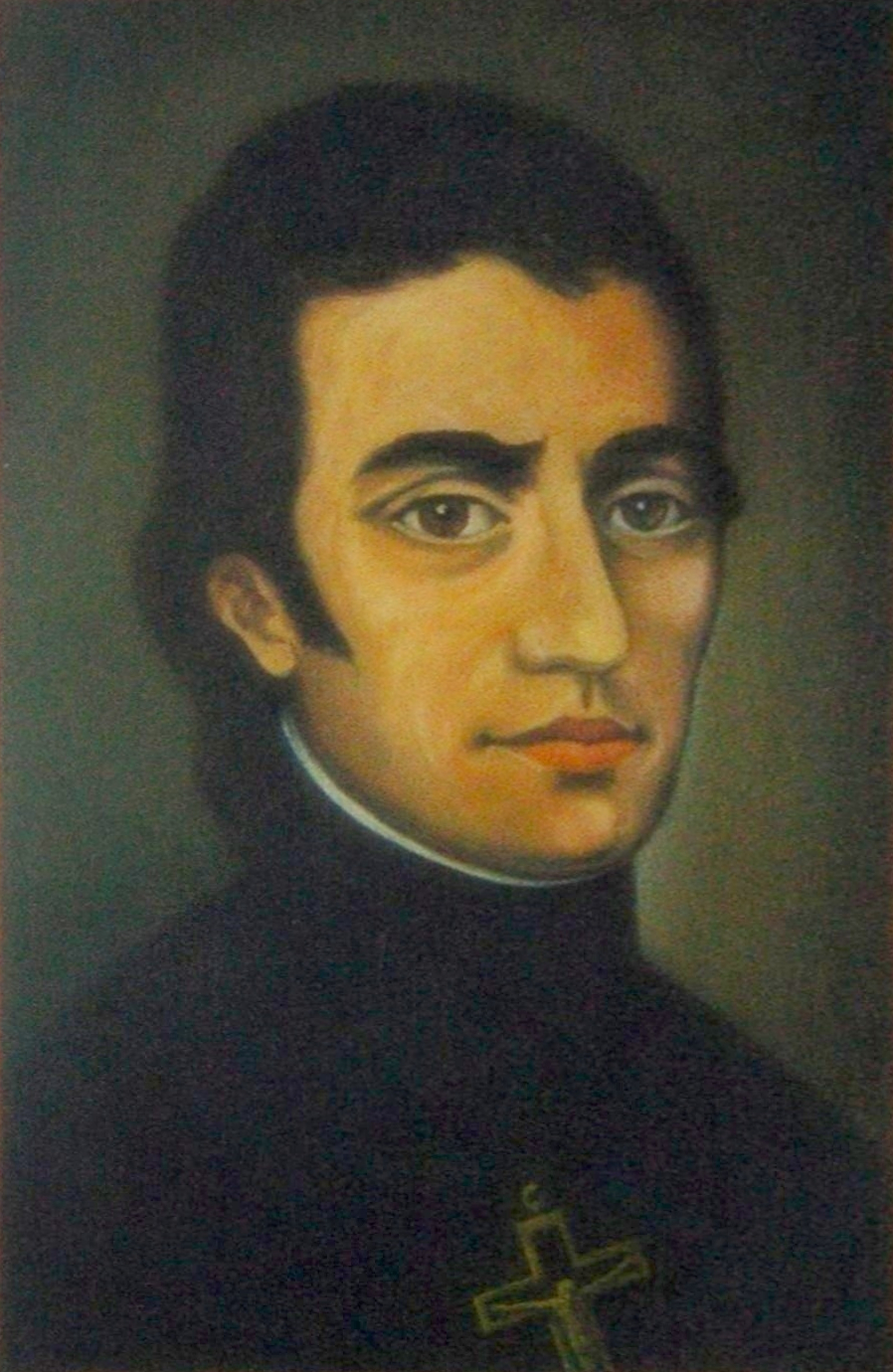
Eugen von Mazenod

Charles Joseph Eugène de Mazenod OMI (deutsch Karl Joseph Eugen Mazenod; * 1. August 1782 in Aix-en-Provence; † 21. Mai 1861 in Marseille) ist ein katholischer Heiliger, der die Missionskongregation der Oblaten der Unbefleckten Jungfrau Maria ins Leben rief.

## Leben

### Kindheit
Eugen von Mazenod wurde am 1. August 1782 in Aix-en-Provence als Sohn des Vorsitzenden des Rechnungshofs Charles-Antoine de Mazenod geboren. Aus einem provenzalischen Adelshaus stammend, floh seine Familie vor der französischen Revolution nach Italien. Nach einer kurzen Zeit in Nizza lebte Eugène de Mazenod bis 1794 in Turin. Weitere Stationen waren Venedig und Neapel. In Palermo lebte Eugen das Leben eines jungen Adligen und entfremdete sich zunächst vom Glauben. Noch unter Napoleon kehrte er 1802 auf Wunsch seiner Mutter nach Frankreich zurück, um den Besitz seiner Familie zu sichern.

### Studium und Priesterweihe
Während seine Mutter eine passende Frau für ihn zu finden suchte, erlebte Eugen eine Zeit der Langeweile und der Unentschiedenheit. Angesichts des Niedergangs der Kirche in Frankreich und bewegt durch ein mystisches Erlebnis vor dem Gekreuzigten am Karfreitag 1807 entschloss er sich, Priester zu werden. Am 12. Oktober 1808 trat er darum in das Priesterseminar St. Sulpice ein, wo der greise Jacques-André Émery ihn beeindruckte und prägte. Hier schloss er auch Freundschaft mit dem gleichgesinnten Seminaristen Charles-Auguste-Marie-Joseph de Forbin-Janson (1785–1844), dem späteren Bischof von Nancy und Gründer des Päpstlichen Kindermissionswerkes, beide waren vom Missionsgedanken begeistert. Mazenod empfing die Weihe zum Subdiakon am 22. Dezember 1810 und die Weihe zum Diakon am 16. Juni 1811. Da er sich nicht von Kardinal Jean-Siffrein Maury zum Priester weihen lassen wollte, der auf der Seite Napoleons stand, empfing er am 21. Dezember 1811 in Amiens von Jean-François de Mandolx, dem Bischof von Amiens die Priesterweihe. Zunächst kehrte er ins Seminar St. Sulpice zurück, wo er nach der Vertreibung der Sulpizianer das Amt des Direktors übernahm. 1813 kehrte er nach Aix zurück. Dort gründete er eine Jugendkongregation, wirkte als Seelsorger unter österreichischen Kriegsgefangenen und predigte in der Kirche St. Magdalena für die einfachen Angestellten im örtlichen Dialekt, in Provençal.

### Gründung der Oblaten der Makellosen Jungfrau Maria (OMI)

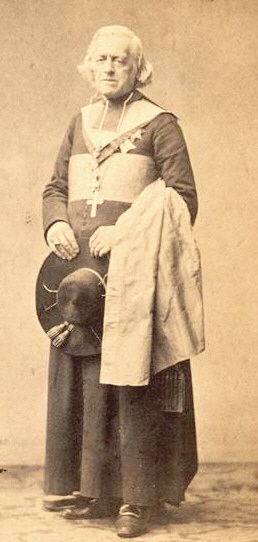
Eugen von Mazenod als Erzbischof von Marseille

Schon zu Beginn seines Priesterdiensts merkte er, dass er für die Verkündigung des Evangeliums Mitstreiter brauchte und gründete die Missionare der Provence, eine kleine diözesane Priesterkongregation, die das Ziel hatte, die Landbevölkerung der Provence wieder zum Glauben zu führen. Zusammen mit einigen weiteren Priestern begann er am 25. Januar 1816 das Gemeinschaftsleben im ehemaligen Karmel in Aix. Einer seiner ersten Gefährten war Henry Tempier, mit dem er am 11. April 1816 ein gegenseitiges Gehorsamsgelübde ablegte. Zunächst widmeten sich die Missionare vor allem dem Predigen von Volksmissionen. Mit der Gründung eines zweiten Klosters in Notre-Dame du Laus wurde es 1818 notwendig eine Ordensregel zu schreiben. Die Gemeinschaft wurde am 17. Februar 1826 als „Oblaten der Makellosen Jungfrau Maria“ von Papst Leo XII. bestätigt.

### Generalvikar und Bischof von Marseille
Bereits 1817 setzte Eugen von Mazenod sich dafür ein, dass sein Onkel Charles Fortuné de Mazenod Bischof von Marseille werden sollte. Dieser konnte 1823 das Amt antreten, tat dies aber unter der Bedingung, dass Eugen von Mazenod Generalvikar in seiner Diözese wurde. Auf Drängen seines Onkels hin akzeptierte Eugen das Amt des Weihbischofs. So wurde er von Papst Gregor XVI. zum Bischof in partibus von Icosium ernannt und am 14. Oktober 1832 von Kardinal Carlo Odescalchi in der Kirche St. Silvester in Rom zum Bischof geweiht. Da der französische Staat mit der Weihe nicht einverstanden war, wurde Eugen von Mazenod zunächst das Bürgerrecht aberkannt. Nach vier Jahren wurde er rehabilitiert. Bei seinem Rücktritt 1837 bestand Fortuné de Mazenod darauf, dass sein Neffe sein Nachfolger als Bischof von Marseille wurde. Als Bischof etablierte Eugen von Mazenod zahlreiche Männer- und Frauengemeinschaften in seiner Diözese, setzte sich für eine Erneuerung des Lebens der Priester ein und gründete und unterstützte zahlreiche soziale Werke. Er initiierte den Bau der neuen Kathedrale von Marseille, der Kirche St-Eugène und der Kirche Notre-Dame de la Garde. Am 24. Juni 1856 wurde er von Napoleon III. zum Senator ernannt, ein Zeichen der neuen, besseren Beziehung zwischen Kirche und Staat. Im Jahr 1859 wurde er für die Kardinalsernennung vorgeschlagen. Aufgrund neuer Spannungen zwischen dem französischen Staat und der Kirche kam es aber nicht zur Ernennung.

### Generaloberer der Missionare Oblaten der Makellosen Jungfrau Maria (OMI)

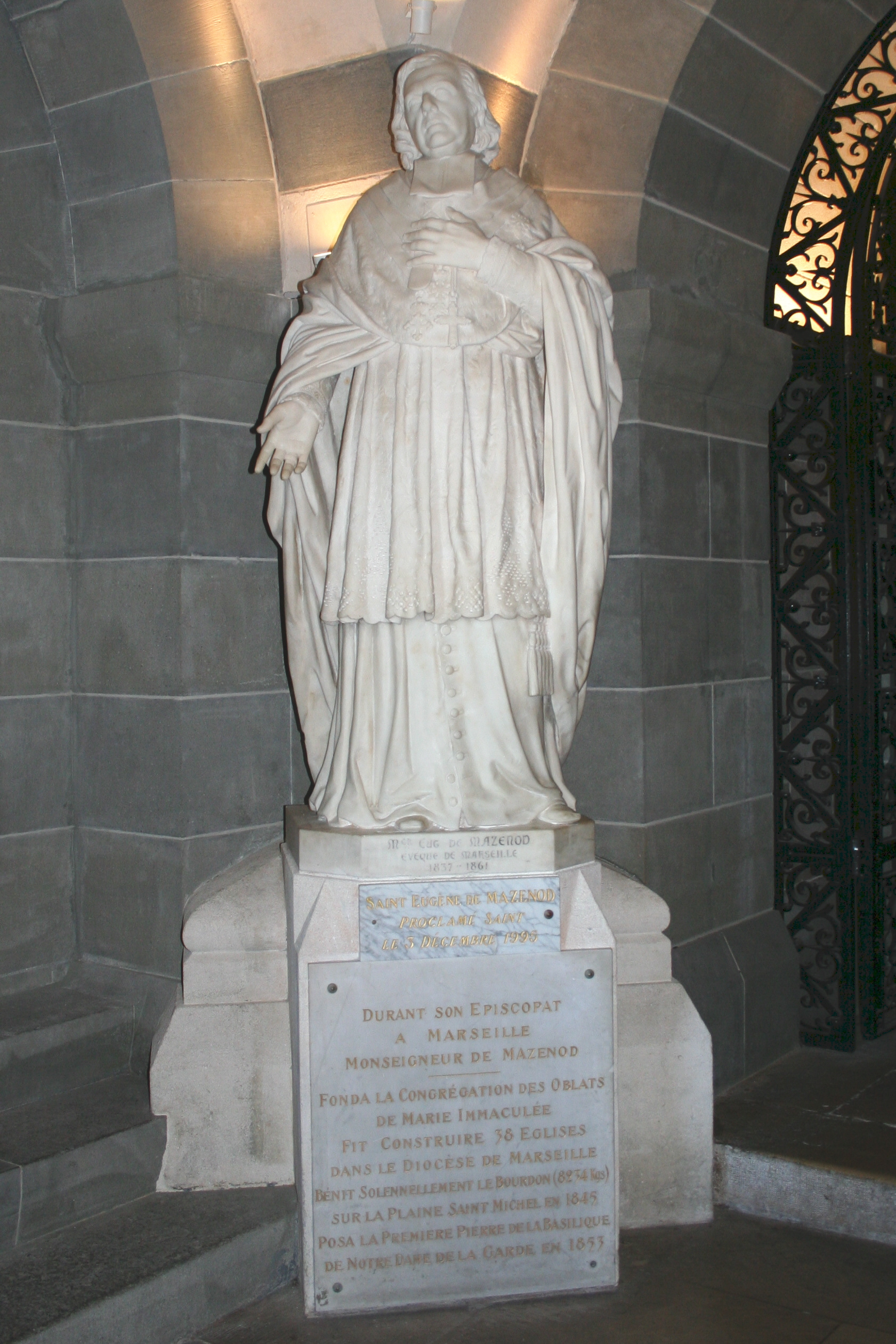
Statue Eugène de Mazenods in der Basilika Notre-Dame de la Garde

Bis zu seinem Lebensende blieb Eugen von Mazenod auch Generaloberer der Oblaten der makellosen Jungfrau Maria. Unter seiner Führung breitete sich die Gemeinschaft nicht nur in den verschiedenen Diözesen Frankreichs aus, sondern gelangte über Europa hinaus bis nach Kanada, in die USA, auf die Insel Ceylon (Sri Lanka) und nach Südafrika. Heute arbeitet die katholische Missons-Gemeinschaft in 67 Ländern.

### Tod
Eugen von Mazenod starb am 21. Mai 1861 in Marseille im Kreise seiner Mitbrüder. Auf dem Sterbebett hinterließ er seiner Gemeinschaft sein geistliches Testament: „Unter euch die Liebe, die Liebe, die Liebe und nach Außen den Eifer für das Heil der Seelen“. Sein Grab befindet sich in der Marienkapelle im Apsisscheitel der neuen Kathedrale von Marseille.

## Auszeichnungen

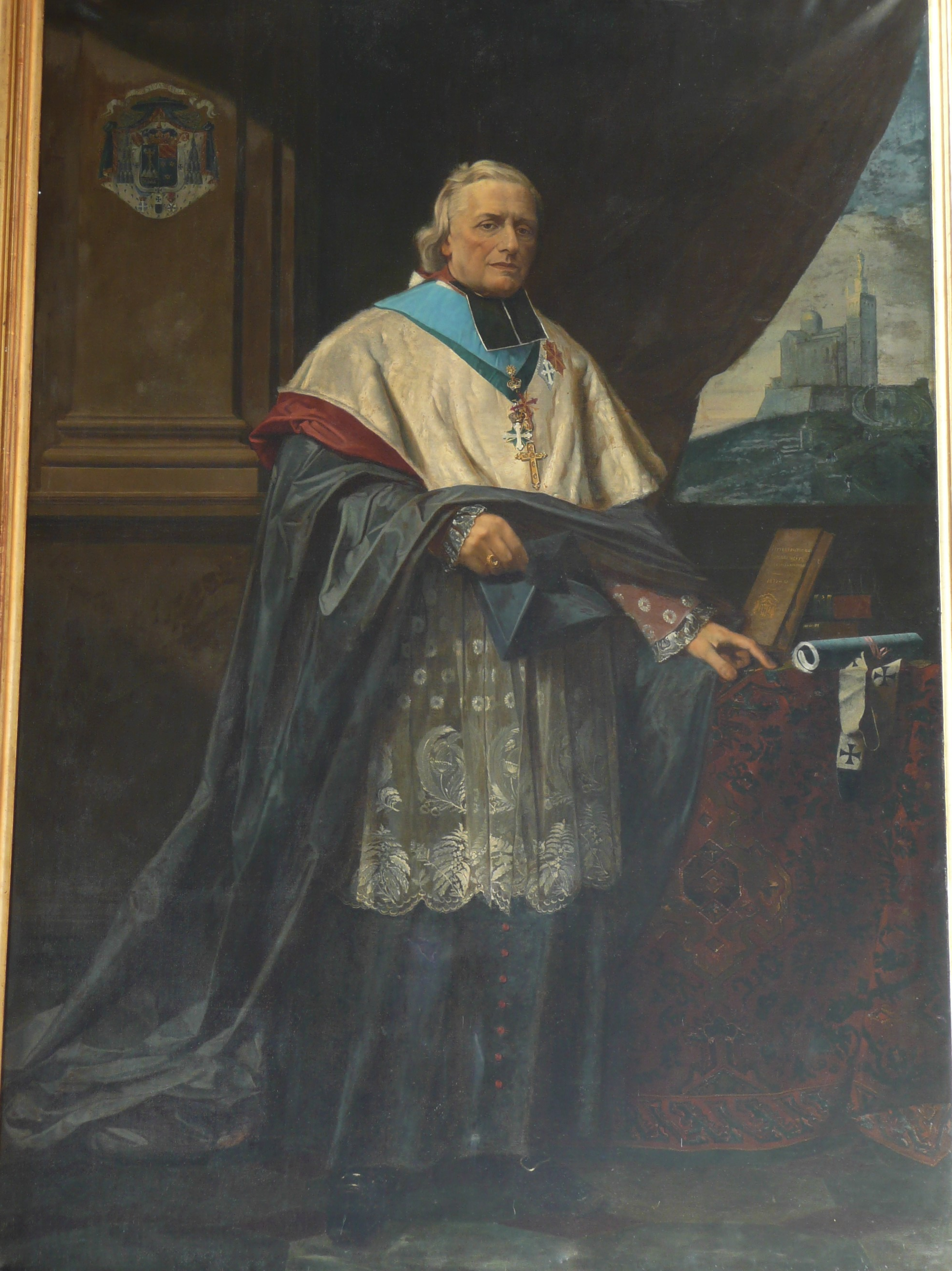
Eugen von Mazenod mit den Ordenszeichen des Konstantinischen und des Mauritianischen Ordens

- Königreich beider Sizilien: Konstantinorden (Großkreuz)
- Königreich Sardinien: Orden der Heiligen Mauritius und Lazarus (Großoffizier)
- Zweites Kaiserreich: Ehrenlegion (Offizier)

## Heiligsprechung
Seine Seligsprechung erfolgte am 19. Oktober 1975 durch Papst Paul VI., die Heiligsprechung am 3. Dezember 1995 durch Papst Johannes Paul II. Sein Gedenktag ist der 21. Mai.